# Genfbach
Der Genfbach ist ein knapp zehn Kilometer langer, orographisch rechter Nebenfluss der Urft im nordrhein-westfälischen Kreis Euskirchen, auf dem Gebiet der Gemeinden Blankenheim und Nettersheim.

## Geographie

### Verlauf
Der Genfbach entspringt etwa ein Kilometer nordwestlich von Mülheim auf dem Gebiet der Gemeinde Blankenheim. Die Quelle liegt auf einer Höhe von 551 m ü. NHN nahe der Bundesstraße 51. Von hier aus fließt der Bach nach Osten entlang der Bundesstraße. Nach etwa einem Kilometer schwenkt er nach Norden und nimmt mehrere, teilweise unbenannte Zuflüsse auf. Nach Zulauf des Jammerbachs von links ändert er seine Richtung fast nach Westen durch das Naturschutzgebiet Genfbachtal südöstlich Nettersheim. In Nettersheim umfließt er den Schelgesberg (503,4 m ü. NHN), schwenkt dabei im rechten Winkel nach Norden. Er nimmt dort den Sitertsiefen von rechts auf, an dessen Mündung ändert er seinen Lauf erneut nach Westen, um kurz danach in den dort von Süden kommenden Rur-Zufluss Urft zu münden.

### Einzugsgebiet
Das Einzugsgebiet des Genfbachs beträgt 20,1 km² und entwässert über Urft, Rur, Maas und Hollands Diep in die Nordsee.
Es wird
- im Norden vom Eschweiler Bach und vom Wespelbach
- im Osten von der Erft
- im Südosten vom Armuthsbach
- im Süden vom Mülheimer Bach
- im Südwesten von der Ahr und vom Haubach
- und im Westen vom Wellenbach

begrenzt.

### Zuflüsse
| Stat. in km | Name            | GKZ      | Lage   | Länge in km | EZG in km² | MQ in l/s |
| ----------- | --------------- | -------- | ------ | ----------- | ---------- | --------- |
| 007,30      | Mürelbach       | 28222-12 | links0 | 001,9320    | 0001,4550  | 0012,170  |
| 005,80      | Salzbach        | 28222-2  | rechts | 001,5790    | 0001,2230  | 0010,340  |
| 005,30      | Frohngauer Bach | 28222-32 | links0 | 002,3830    | 0001,0250  | 0008,560  |
| 004,80      | N.N.            | 28222-34 | rechts | 000,9920    | 0001,0090  |           |
| 004,60      | Jammerbach      | 28222-4  | links0 | 002,9640    | 0002,0200  | 0017,830  |
| 003,70      | Mühlenbach      | 28222-6  | rechts | 002,0750    | 0002,4340  | 0023,170  |
| 002,10      | Hubach          | 28222-8  | rechts | 002,8120    | 0002,4420  | 0021,780  |
| 001,50      | Borbach         | 28222-92 | links0 | 002,1820    | 0000,9970  | 0009,770  |
| 000,40      | Sitertsiefen    | 28222-94 | rechts | 000,9590    | 0000,2580  | 0002,210  |
| 000,20      | N.N.            | 28222-96 | rechts | 001,1250    | 0000,4380  |           |
| 000,00      | Genfbach        | 28222    |        | 009,6000    | 0020,1020  | 0189,220  |

Anmerkungen zur Tabelle
1. ↑  Gewässerkennzahl, in Deutschland die amtliche Fließgewässerkennziffer mit zur besseren Lesbarkeit eingefügtem Trenner hinter dem Präfix, das einheitlich für den allen gemeinsamen Vorfluter Genfbach steht.
2. ↑  Die Daten des Genfbaches zum Vergleich